# نوبورو شيمورا
نوبورو شيمورا (باليابانية: 志村謄؛ بالكانا: しむら のぼる) هو لاعب كرة قدم ياباني في مركز الدفاع، ولد في 11 مارس 1993 في كاواغويه في اليابان. لعب مع سبارتاك سوبتيتسا.

## وصلات خارجية
- نوبورو شيمورا على موقع الاتحاد الأوربي (الإنجليزية)
- نوبورو شيمورا على موقع رابطة كرة القدم اليابانية للمحترفين (اليابانية)
- نوبورو شيمورا على موقع قاعدة بيانات كرة القدم.إي يو (الإنجليزية)
- نوبورو شيمورا على موقع Soccerbase.com (لاعب) (الإنجليزية)
- نوبورو شيمورا على موقع Soccerway.com (الإنجليزية)
- نوبورو شيمورا على موقع عالم كرة القدم.نت (الإنجليزية)